# Diocesi di Brownsville
La diocesi di Brownsville (in latino Dioecesis Brownsvillensis) è una sede della Chiesa cattolica negli Stati Uniti d'America suffraganea dell'arcidiocesi di Galveston-Houston. Nel 2022 contava 1.171.199 battezzati su 1.377.882 abitanti. È retta dal vescovo Daniel Ernest Flores.

## Territorio

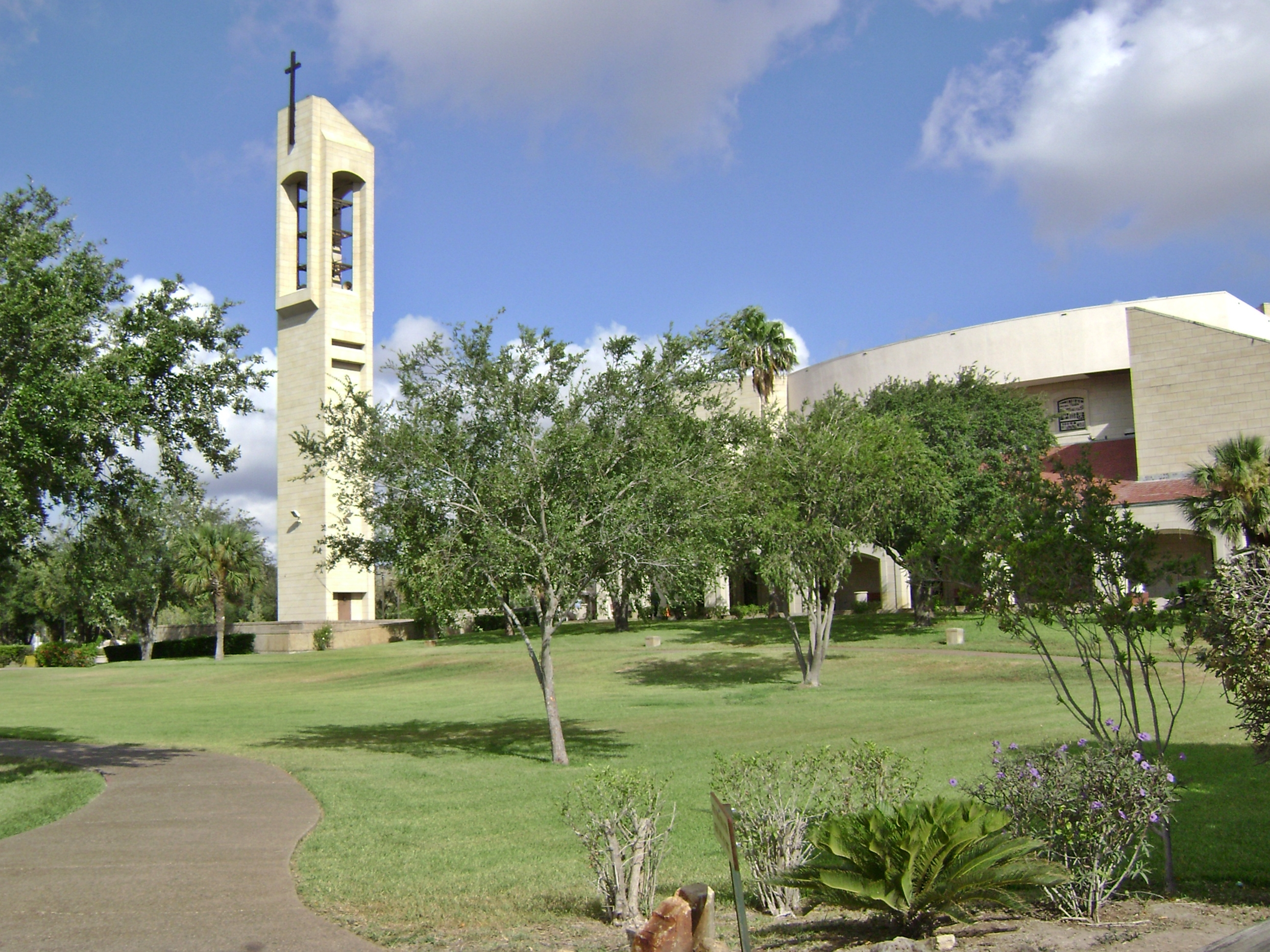
La basilica di Nostra Signora di San Juan del Valle.

La diocesi è situata nella valle del Rio Grande del Texas, negli Stati Uniti d'America e comprende 4 contee: Cameron, Hidalgo, Starr e Willacy.
Sede vescovile è la città di Brownsville, dove si trova la cattedrale dell'Immacolata Concezione (Immaculate Conception). Nel territorio diocesano sorge anche la basilica minore di Nostra Signora di San Juan del Valle (Our Lady of San Juan del Valle-National Shrine), un'importante meta di pellegrinaggio cattolico.
Il territorio si estende su 11.125 km² ed è suddiviso in 72 parrocchie.

## Storia
Brownsville fu sede di un vicariato apostolico istituito nel 1874 ed eretto in diocesi il 23 marzo 1912, con il nome di Corpus Christi in seguito al trasferimento della sede vescovile da Brownsville a Corpus Christi.
La diocesi di Brownsville è stata eretta il 10 luglio 1965 con la bolla Ex quo tempore di papa Paolo VI, ricavandone il territorio dalla diocesi di Corpus Christi.
Originariamente suffraganea dell'arcidiocesi di San Antonio, il 29 dicembre 2004 è entrata a far parte della provincia ecclesiastica dell'arcidiocesi di Galveston-Houston.

## Cronotassi dei vescovi
Si omettono i periodi di sede vacante non superiori ai 2 anni o non storicamente accertati.
- Adolph Marx † (9 luglio 1965 - 1º novembre 1965 deceduto)
- Humberto Sousa Medeiros † (14 aprile 1966 - 8 settembre 1970 nominato arcivescovo di Boston)
- John Joseph Fitzpatrick  † (27 aprile 1971 - 30 novembre 1991 ritirato)
- Enrique San Pedro, S.I. † (30 novembre 1991 - 17 luglio 1994 deceduto)
- Raymundo Joseph Peña † (23 maggio 1994 - 9 dicembre 2009 ritirato)
- Daniel Ernest Flores, dal 9 dicembre 2009

## Statistiche
La diocesi nel 2022 su una popolazione di 1.377.882 persone contava 1.171.199 battezzati, corrispondenti all'85,0% del totale. Gli ispanici rappresentano l'85% della popolazione cattolica.
| anno | popolazione | popolazione | popolazione | presbiteri | presbiteri | presbiteri | presbiteri                | diaconi | religiosi | religiosi | parrocchie |
| anno | battezzati  | totale      | %           | numero     | secolari   | regolari   | battezzati per presbitero | diaconi | uomini    | donne     | parrocchie |
| ---- | ----------- | ----------- | ----------- | ---------- | ---------- | ---------- | ------------------------- | ------- | --------- | --------- | ---------- |
| 1966 | 235.000     | ?           | ?           | 80         | 14         | 66         | 2.937                     |         |           | 119       |            |
| 1970 | 258.914     | 450.000     | 57,5        | 104        | 31         | 73         | 2.489                     |         | 91        | 161       | 59         |
| 1976 | 290.812     | 335.180     | 86,8        | 121        | 42         | 79         | 2.403                     |         | 99        | 174       | 59         |
| 1980 | 317.656     | 442.518     | 71,8        | 118        | 47         | 71         | 2.692                     | 1       | 95        | 170       | 59         |
| 1990 | 554.918     | 708.000     | 78,4        | 107        | 47         | 60         | 5.186                     | 47      | 70        | 164       | 61         |
| 1999 | 774.056     | 906.945     | 85,3        | 96         | 50         | 46         | 8.063                     | 83      | 13        | 117       | 63         |
| 2000 | 785.544     | 924.181     | 85,0        | 100        | 60         | 40         | 7.855                     | 81      | 59        | 122       | 64         |
| 2001 | 831.614     | 978.369     | 85,0        | 102        | 62         | 40         | 8.153                     | 76      | 58        | 130       | 64         |
| 2002 | 831.613     | 978.369     | 85,0        | 96         | 56         | 40         | 8.662                     | 67      | 53        | 128       | 64         |
| 2003 | 831.614     | 978.369     | 85,0        | 107        | 64         | 43         | 7.772                     | 67      | 60        | 118       | 67         |
| 2004 | 888.004     | 1.044.711   | 85,0        | 110        | 64         | 46         | 8.072                     | 64      | 64        | 123       | 65         |
| 2006 | 943.611     | 1.110.130   | 85,0        | 124        | 70         | 54         | 7.609                     | 66      | 75        | 111       | 67         |
| 2012 | 1.074.477   | 1.264.091   | 85,0        | 107        | 78         | 19         | 10.041                    | 91      | 45        | 103       | 69         |
| 2015 | 1.119.583   | 1.317.156   | 85,0        | 120        | 88         | 32         | 9.329                     | 92      | 50        | 80        | 71         |
| 2018 | 1.154.223   | 1.357.910   | 85,0        | 116        | 91         | 25         | 9.950                     | 83      | 40        | 67        | 72         |
| 2020 | 1.169.504   | 1.375.887   | 85,0        | 111        | 85         | 26         | 10.536                    | 114     | 36        | 63        | 72         |
| 2022 | 1.171.199   | 1.377.882   | 85,0        | 110        | 84         | 26         | 10.647                    | 102     | 37        | 60        | 72         |